# Eskil Lövström
Alf Eskil Lövström, född 18 april 1969, är en svensk musikproducent och musiker.
Lövström har producerat ett stort antal skivor, däribland Refuseds The Shape of Punk to Come (1998) samt skivor med grupper som Abhinanda, Him Kerosene och Hell Is for Heroes.
Som musiker har Lövström medverkat som trombonist/trumpetare på skivor av Fireside, Komeda med flera.

### Fotnoter
1. ↑  ”Eskil Lövström”. 121.nu. Arkiverad från originalet den 15 juli 2012. https://archive.is/20120715223128/http://www.121.nu/onetoone/person/Alf_Eskil_L%C3%B6vstr%C3%B6m/9ca86feeaf3ad26af8ebdaa8ab1fe146. Läst 3 maj 2012.
2. 1 2  ”Eskil Lövström”. Discogs.com. http://www.discogs.com/artist/Eskil+L%C3%B6vstr%C3%B6m. Läst 3 maj 2012.